# USS LST-207
O USS LST-207 foi um navio de guerra norte-americano da classe LST que operou durante a Segunda Guerra Mundial.